# Groenfeldt Site
 (juin 2020).
Le Groenfeldt Site est un site archéologique américain dans le comté de Tulare, en Californie. Protégé au sein du parc national de Sequoia, cet abri sous roche est inscrit au Registre national des lieux historiques depuis le 30 mars 1978.